# Дајна Ополскајте
Дајна Ополскајте (литв. Daina Opolskaitė; рођена 18. јула 1979) литванска је књижевница.

## Биографија
Дипломирала је литванистику на Педагошком универзитету у Вилнусу и постала учитељица  . Године 2000. објављен је њен књижевни првенац, збирка приповедака под насловом Drožlės, који је награђен наградом Савеза књижевника Литваније . Њена следећа издања била су три романа за тинејџере . Такође је објављивала приче, критике и есеје у штампи . У 2018. години њени кратки књижевни радови награђени су следећим наградама: Наградом Антанаса Вајћулајтиса и Јургиса Кучинаса , а годину дана касније добила је награду Европске уније за књижевност за збирку Piramidy dni (Пирамиде дана)  .
Сарађује са књижевним часописом „Literatūra ir menas“ .